# GrandOptical
GrandOptical je francouzský řetězec obchodů zaměřující se na prodej dioptrických brýlí a s nimi souvisejícího zboží. Byl založena v roce 1989 v Paříži, kde zároveň stejného roku otevřel dvou první pobočku.
Během prvních let se firma poměrně rychle rozrostla a v roce 1990 měla ve Francii již celkem 10 provozoven. V roce 1995 začala společnost expandovat do zahraničí, když otevřela první pobočku ve Španělsku. K roku 2000 měla společnost již celkem 60 provozoven a v roce 2005 koupila společnost GrandOptical firma Hal Group. V roce 2008 měla společnost již celkem 200 poboček. V roce 2021 se stala majitelem společnosti GrandOptical firma EssilorLuxottica.
Řetězec se ve svých prodejnách vedle prodeje brýlí soustředí také na měření zraku a na související prevenci.